# TEBA Kreditbank
Die TEBA Kreditbank GmbH & Co. KG ist ein bundesweit tätiges Spezialkreditinstitut in den Bereichen Factoring sowie gewerbliche und private Finanzierung. Sie ist ein Tochterunternehmen der VR-Bank Landau-Mengkofen eG und hat wie diese ihren Sitz in der bayerischen Stadt Landau an der Isar im Landkreis Dingolfing-Landau.

## Geschichte
Die TEBA Kreditbank GmbH & Co. KG wurde am 31. Januar 1972 als Landauer Teilzahlungsbank TEBA-Finanzierungs GmbH & Co. KG durch die damalige Volksbank Landau eG gegründet. Hintergrund für die Gründung war der enorm hohe Aufwand bei der Durchführung vieler kleiner, kurzfristiger Finanzierungen, die die damalige Steuergesetzgebung für die Volksbanken verursachte. Zunächst wurde nur eine Genehmigung für Teilzahlungs- und Nichtratenkredite durch das damalige Bundesaufsichtsamt für das Kreditwesen (BAKred) erteilt. Bereits zwei Jahre später wurde die Genehmigung auf die Gewährung von Gelddarlehen und das Diskontgeschäft ausgedehnt. Ebenfalls im Jahr 1974 wurden die ersten eigenen Geschäftsräume in der Harburger Straße in Landau bezogen. Bis dahin war die Tochtergesellschaft im Hause der Volksbank Landau untergebracht. Im Jahr 1979 wurde die Genehmigung durch das ehemalige BAKred um das Akzeptgeschäft und das Garantiegeschäft erweitert. Am 13. September 1989 erfolgte die Umfirmierung in den heutigen Namen TEBA Kreditbank GmbH & Co. KG. Seit dem Jahr 1996 ist die Bank berechtigt, auch das Einlagen- und Girogeschäft zu betreiben.

## Rechtsverhältnisse
Die TEBA Kreditbank GmbH & Co. KG ist im Handelsregister beim Amtsgericht Landshut unter HRA 2607 eingetragen.

## Gesellschafterstruktur
Bei Gründung der Bank im Jahr 1972 wurden die Geschäftsanteile zu 24 % von der damaligen Volksbank Landau eG und zu 76 % von den damaligen Aufsichtsräten der Volksbank Landau eG gehalten. Im Jahr 2011 hielten die VR-Bank Landau eG 93 % (3.260.000 Euro) der Anteile und die Aufsichtsräte der VR-Bank Landau eG 7 % (240.000 Euro) der Anteile. Seit dem  14. September 2022 halten die heutige VR-Bank Landau-Mengkofen eG mehr als 99 % (3.450.000 Euro) der Anteile und ein Einzelkommanditist weniger als 1 % (30.000 Euro) der Anteile.

## Sicherungseinrichtung
Die TEBA Kreditbank GmbH & Co. KG ist der amtlich anerkannten Sicherungseinrichtung des Bundesverbandes der Deutschen Volksbanken und Raiffeisenbanken GmbH und der zusätzlichen freiwilligen Sicherungseinrichtung des Bundesverbandes der Deutschen Volksbanken und Raiffeisenbanken e.V. angeschlossen.